# اوکلند اکرس (آیووا)
اوکلند اکرس (به انگلیسی: Oakland Acres) شهری در ایالت آیووا کشور ایالات متحده آمریکا است که جمعیت آن در سرشماری سال ۲۰۱۰ میلادی، ۱۵۶ نفر بوده‌است.